# آیا، میازاکی
آیا، میازاکی (به لاتین: Aya, Miyazaki) یک منطقهٔ مسکونی در ژاپن است که در استان میازاکی واقع شده‌است. آیا ۷٬۶۰۴ نفر جمعیت دارد.